# ポリア予想
数論におけるポリア予想（ポリアよそう、英: Pólya conjecture）とは、任意の自然数に対し、それ未満の自然数のうち半分以上は奇数個の素因数を持つという主張である。この予想はハンガリーの数学者ジョージ・ポリアによって1919年に立てられ、1958年、C・ブライアン・ヘイゼルグローブによって誤りであることが示された。この最小の反例は、非常に多くの自然数に対して成立する主張であっても、なお誤りであり得る例としてよく言及される。

## 主張
ポリア予想は次のとおりである。
『任意の n (> 1) に対し、それ未満の自然数（0は含まない）のうち素因数が奇数個のものの個数は、素因数が偶数個のものの個数以上である。』
ただし、重複して現れる素因数はその数だけ数えるものとする。よって、 18 = 21 × 32  は 1 + 2 = 3 個の素因数を持ち、奇数のグループに入る。一方 60 = 22 × 3 × 5 は 4 個の素因数を持ち、偶数のグループに入る。
リウヴィル関数 {\displaystyle \lambda (n)} （整数論）を使うと予想は次のように言い換えられる。
『任意の自然数 n > 1 に対し
{\displaystyle L(n)=\sum _{k=1}^{n}\lambda (k)\leq 0} 』
λ(k) = (−1)Ω(k) は素因数の数が偶数なら正、奇数なら負になる。 Ω(k) は自然数の素因数の個数を数える関数。

## 反例
ポリア予想はイギリスの数学者C・ブライアン・ヘイゼルグローブによって1958年に否定的に解決された。彼は予想には反例があることを示し、n をおよそ 1.845 × 10361 と見積もった。
明示的な反例 n = 906,180,359 は R. Sherman Lehman が1960年に与えた。最小の反例は n = 906,150,257 であり、田中穣が1980年に与えた。
ポリア予想は、906,150,257 ≤ n ≤ 906,488,079 の範囲のほとんどの n について成り立たない。この範囲でリウヴィル関数の和は n = 906,316,571 のとき最大値 829 をとる。